# ジェファーソン準州

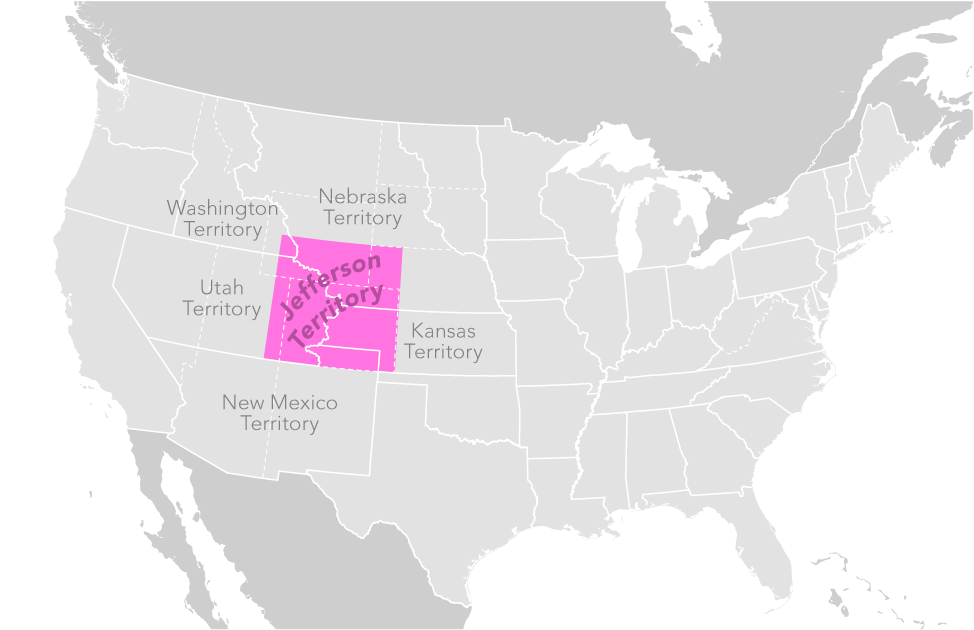
ジェファーソン準州

ジェファーソン準州（ジェファーソンじゅんしゅう、英語: Jefferson Territory）は、1859年10月24日から、コロラド準州が創設された1861年2月28日まで存在した、アメリカ合衆国の法外在的かつ未承認の準州である。領域としてカンザス準州、ネブラスカ準州、ニューメキシコ準州、ユタ準州およびワシントン準州の一部を含んでいたが、それら5つの準州政府から離れた位置にあった。ジェファーソン準州政府は民主的に選ばれたものの、アメリカ合衆国政府に認知されることはなく、16ヶ月間比較的自由な統制が行われた。ジェファーソン準州議会によって作られた法の多くは、1861年に新設されたコロラド準州議会により再度法制化され、正式に認められた。

## 設立の要因
1855年8月25日、カンザス準州はアラパホ郡を創設したが、この郡は準州の西部全体にわたる巨大なものだった。アラパホ郡の領域は次のように定義された。
アラパホ郡の当初は主にシャイアン族やアラパホ族が住んでおり、ほとんど白人はおらず、自治化されることは無かった（この郡の名残は現在デンバー大都市圏に入るアラパホ郡となっている）。
1858年7月、カンザス準州アラパホ郡ドライクリーク・ディギング（現在はコロラド州アラパホ郡イングルウッド）で金が発見されたことで、パイクスピーク・ゴールドラッシュが始まった。このゴールドラッシュでパイクスピーク・カントリーと呼ばれる地域に10万人の金を求める人々が集まった。この地域にはカンザス準州のアラパホ郡やネブラスカ準州南西隅の非自治領域が含まれていた。カンザス準州の指導者達は人口の多い東部地域で「血を流すカンザス」と呼ばれる暴力事件に忙殺されていたので、準州の最西部で起こっていることにかかずらう時間も気力もなかった。アメリカ合衆国議会も奴隷州による脱退問題に捕らわれていた。
この地域の開拓者は独力でアラパホ郡を組織化しようとした。1859年3月28日、選挙でアラパホ郡の役人が選ばれた。オーラリアの231人やデンバー市の144人を含む774人が投票した。この投票者達は1859年2月7日にカンザス準州議会がアラパホ郡を6つの新しい未組織郡で置き換えていたことを知らなかった。カンザス準州の役人から何の連絡もなく、多くの開拓者達は自分達で別の政府を樹立すべきと決心した。

## 設立
1859年4月、オーラリアのウートン・ホールで小さな集会が開かれ、地域政府の必要性について話し合われた。ジェファーソンという名称が選択され、憲法制定会議の日取りを6月6日に定めた。この日に会議参加者が集まり、会議は8月1日まで延期され、その時に37地区の代表が集まって「ジェファーソン州」の憲法を起草したが、9月24日の住民投票では拒絶された。初稿を起草した者達が10月3日に別の会議を開き、「ジェファーソン準州」の暫定憲法を起草した。この名前はアメリカ独立宣言の主要起草者トーマス・ジェファーソンの栄誉を称えるものだった。第3代アメリカ合衆国大統領としてジェファーソンは、1803年にこの地域の大半を含む有名なルイジアナ買収を承認していた。
提案されたジェファーソン準州は現在のコロラド州をすべて包含するものであり、それより70％も大きかった。南の境界は現在のコロラド州と同じく北緯37度線だったが、北の境界はコロラド州のものよりさらに138.1マイル (222.2 km)北の北緯43度線となり、東は約2.7マイル (4.3 km)東の西経102度線、西は約50マイル (81 km)西の西経110度線となっていた。この領域は8の議員地区と19の代議員地区に分けられた。
10月24日、ジェファーソン準州暫定政府の形成を承認するための投票が行われ、準州の役人を選出した。暫定政府の形成は1,852票対280票で承認され、次の役人が選ばれた:。
| + 暫定政府の役人 ジェファーソン準州 1859年-1861年 |                                      |
| 準州知事                                          | ロバート・ウィリアムソン・スティール |
| 書記官                                            | ルシアン・W・ブリス                  |
| 財務官                                            | ジョージ・W・クック                  |
| 検事総長                                          | サミュエル・マクリーン               |
| 首席判事                                          | A・J・アリソン                       |
| 陪席判事                                          | ジョン・M・オーデル                  |
| 次席判事                                          | E・フィッツジェラルド                |
| 最高裁判所事務官                                  | オスカー・B・トッテン                |
| 保安官                                            | ジョン・L・メリック                  |
| 公共教育監査官                                    | H・H・マカフィー                     |
| 監査役                                            | C・R・ビッセル                       |

11月7日、準州知事ロバート・ウィリアムソン・スティールは暫定ジェファーソン準州議会の第1会期をデンバー市で開催し、次の宣言を行った。
この最初の会期中に議会は12郡を組織化した（コロラド準州議会は1861年にほぼ同じような境界を使って17郡を創設した）。議会は12月7日に散会となった。
東のカンザス準州から来た多くの開拓者はカンザス準州から統治されることを好んだ。ジェファーソン準州の自治に抵抗する者達が12月8日に選挙を行い、R・ソプリス大尉をカンザス準州議会の代議員として選んだ。
スティール知事は1860年1月23日にデンバー市でジェファーソン準州暫定議会の第2会期を招集した。
1860年には金を求めてきた人々の多くが失望してこの地域を去った。1860年国勢調査では、ジェファーソン準州地域に約35,000人が居たことになっている。スティール知事は金探索者遠隔地で働いていることを指摘し、ジェファーソン準州内の人口は60,000人と推計した。
スティール知事はカンザス準州の役人達と妥協しようとした。8月7日、ジェファーソン準州暫定政府はカンザス準州との合併を要請する宣言を発した。カンザスの役人達は非合法政府と考えられるものとの合併は望まず、行き詰まりが続いた。
11月7日、アメリカ合衆国大統領選挙でエイブラハム・リンカーンが勝利し、奴隷州7州が脱退に突き進み、アメリカ連合国を形成した。これらの動きのために、ジェファーソン準州が連邦政府に認知される機会を失い、確固たる北部寄りの民主党員でリンカーンや共和党に声を大にして反対する者だったスティール知事にとって政府における役割が無くなった。
共和党は自由州の政治力増大を求め、ワシントン子午線より経度25度までのカンザス準州東部を自由州であるカンザス州として合衆国に加盟させることを急ぎ、1861年1月29日に成立した。カンザス州の州昇格によって、このときは無くなったカンザス準州の西部、つまりジェファーソン準州が主張する領域は、公式には未組織状態となった。ジェファーソン準州の成立を連邦政府が拒む一方で、実質的にこの地域のカンザス州との東部境界は認定されていた。

## 郡
1859年11月、ジェファーソン準州は12郡を創設した。
- アラパホ郡、後にコロラド州アラパホとアダムズ各郡およびデンバー市郡となった。
- シャイアン郡、後にワイオミング州ララミー郡となった。
- エルパソ郡、後にコロラド州エルパソとプエブロ各郡となった。
- ファウンテン郡、コロラド州南東部の大半を含む。
- ヒール郡、後にコロラド州ラリマー郡となった。
- ジャクソン郡、後にコロラド州ボルダー郡となった。
- ジェファーソン郡、後にコロラド州ジェファーソン郡となった。
- モンタナ郡、後にコロラド州ギルピンとクリアクリーク各郡となった。
- ノース郡、後にコロラド州ジャクソン郡となった。
- パーク郡、後にコロラド州パーク郡となった。
- サラトガ郡、後にコロラド州グランド郡となった。
- セントブレーンズ郡、後にコロラド州ウェルド郡となった。

## 州都
- デンバー市、1859年10月24日-1860年11月12日
- ゴールデン市、1860年11月13日-1861年6月6日

ジェファーソン準州の管理業務はコロラドのマウントバーノン、後にはアペックスにあったスティール知事の自宅で行われた。

## 解散
1861年2月26日、連邦議会はコロラド準州を組織化する法案を可決した。この法案は2日後にジェームズ・ブキャナン大統領の署名で法律となった。この地域の住民大半は新しい組織を歓迎した。6月6日、スティール知事はジェファーソン準州が解散され、全ての従業員と住民はアメリカ合衆国を統治する法を順守することを促す宣言を発した。